# Han Dong-kyu
Han Dong-kyu (kor. 한동규; ur 23 kwietnia 1974) – południowokoreański aktor.

## Życiorys
Han Dong-kyu urodził się 23 kwietnia 1974 roku w Korei Południowej.

## Filmografia

### Filmy
- 2005:
  - Duelist jako więzień
  - Daseoseun neomu manha jako właściciel centrum elektronicznego
- 2007: Cheon-nyeon-hak
- 2010: Kureumeul Beoseo Nan Dalcheoreom
- 2015: Zabójczyni jako zastępca zastępcy komisarza
- 2018: Yakiniku Dragon jako Yoon Dae-Soo
- 2024:
  - Alienoid: Return to the Future jako handlarz leków
  - Dead Man jako dyrektor Krajowej Służby Podatkowej

### Seriale
- 2012–2013: Daepoongsoo
- 2015: The Village: Achiara's Secret
- 2020:
  - King Maker: The Change of Destiny jako Jin-Sang
  - Memorials jako Shi Dan-kyu[2]
- 2020–2021: Royal Secret Agent jako Choi Byung-Seo
- 2021: My Name jako Bae
- 2021–2022: Bulgasal: Immortal Souls jako Gu-Bong/mieszkaniec wioski
- 2022:
  - Goopilsooneun Eodda jako Dr. Heo
  - Big Mouth jako Mr. Ko
- 2022–2023: Unlock My Boss jako oficer policji Kwon Tae-Ho
- 2023:
  - The Heavenly Idol jako ksiądz
  - Uśmiech losu jako pan Wang
- 2023–2024: Potwór z Gyeongseongu jako urzędnik